# Quercus affinis
Quercus affinis är en bokväxtart som beskrevs av Michael Joseph François Scheidweiler. Quercus affinis ingår i släktet ekar, och familjen bokväxter. Inga underarter finns listade.
Quercus affinis blir upp till 16 meter hög.
Arten förekommer i nordöstra och centrala Mexiko. Den växer i bergstrakter och på högplatå mellan 1200 och 2600 meter över havet. Quercus affinis ingår vanligen i molnskogar. Den hittas ofta tillsammans med andra arter av eksläktet samt med arter av tallsläktet. Även Liquidambar styraciflua är typisk för samma skogar.
Skogarna där arten ingår brukas intensivt för att få byggmaterial, ved och träkol. Några skogar ersattes med jordbruks- och betesmark. Hela beståndet anses fortfarande vara stabilt. IUCN listar arten som livskraftig (LC).